# Hospital de Getafe
El Hospital Universitario de Getafe es un hospital público situado en el municipio de Getafe (Comunidad de Madrid, España). Este centro sanitario cuenta con 650 camas y una superficie construida total de 78.509 m². Como Hospital Universitario está adscrito a la Universidad Europea de Madrid. Tiene una zona de docencia con diez aulas y capacidad para 70 alumnos. 
El servicio de urgencias dispone de 3500 m² desde agosto de 2006. La plantilla de profesionales del hospital es de aproximadamente 1.962 personas. Se inauguró en abril de 1991 y está ubicado en el kilómetro 12 de la autovía de Toledo. Su cobertura de asistencia sanitaria cubre el municipio de Getafe y otras ciudades del sureste de la Comunidad de Madrid. Este hospital público está gestionado por el gobierno de la Comunidad de Madrid y es famoso a nivel nacional por su unidad de quemados.
A finales de 2012 y junto al resto de grandes hospitales públicos de la Comunidad de Madrid, numerosos médicos, enfermeros y trabajadores del hospital se encerraron como protesta por los planes privatizadores y los recortes presupuestarios en sanidad puestos en práctica por el gobierno del Partido Popular en la comunidad.

## Galería de imágenes

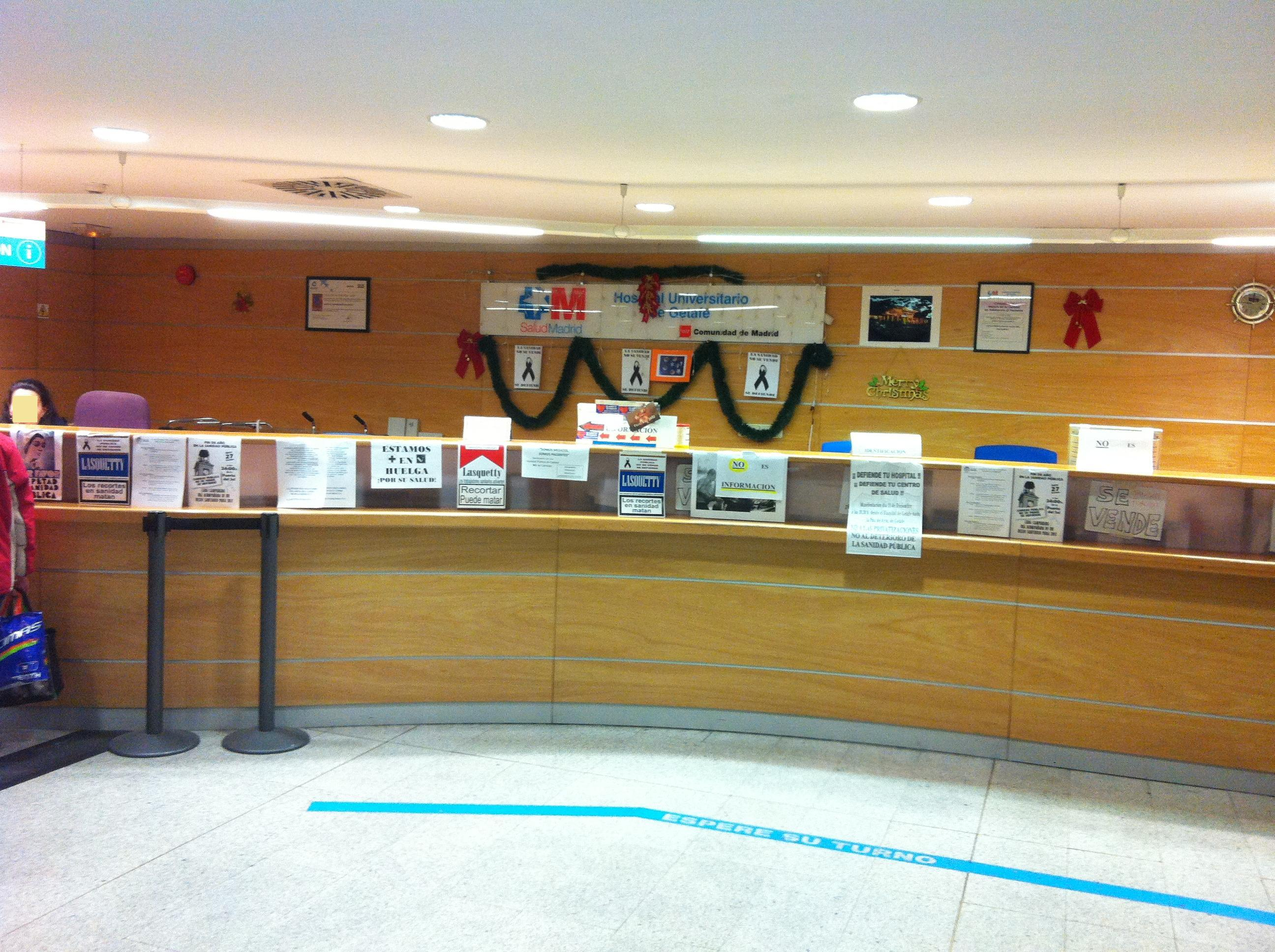
Protestas en el hospital por los recortes en 2012 (Marea blanca)
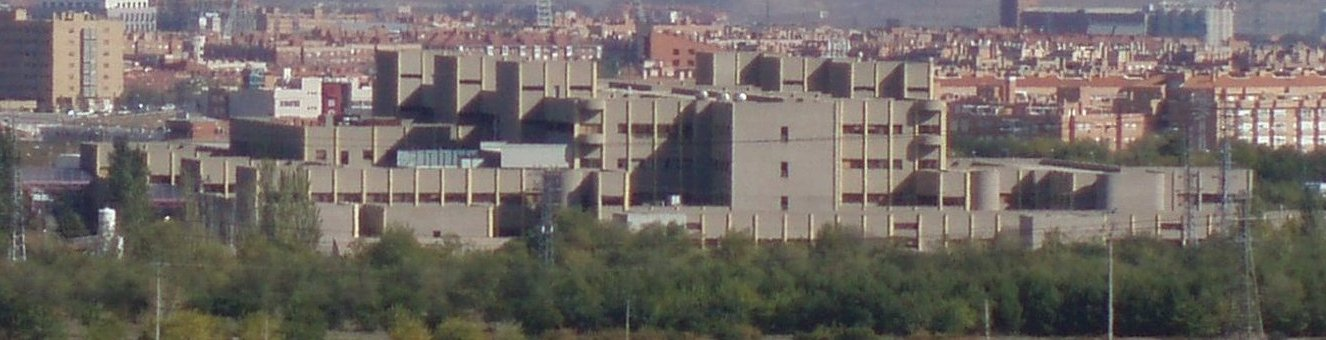
Hospital Universitario de Getafe visto desde el Cerro Buenavista
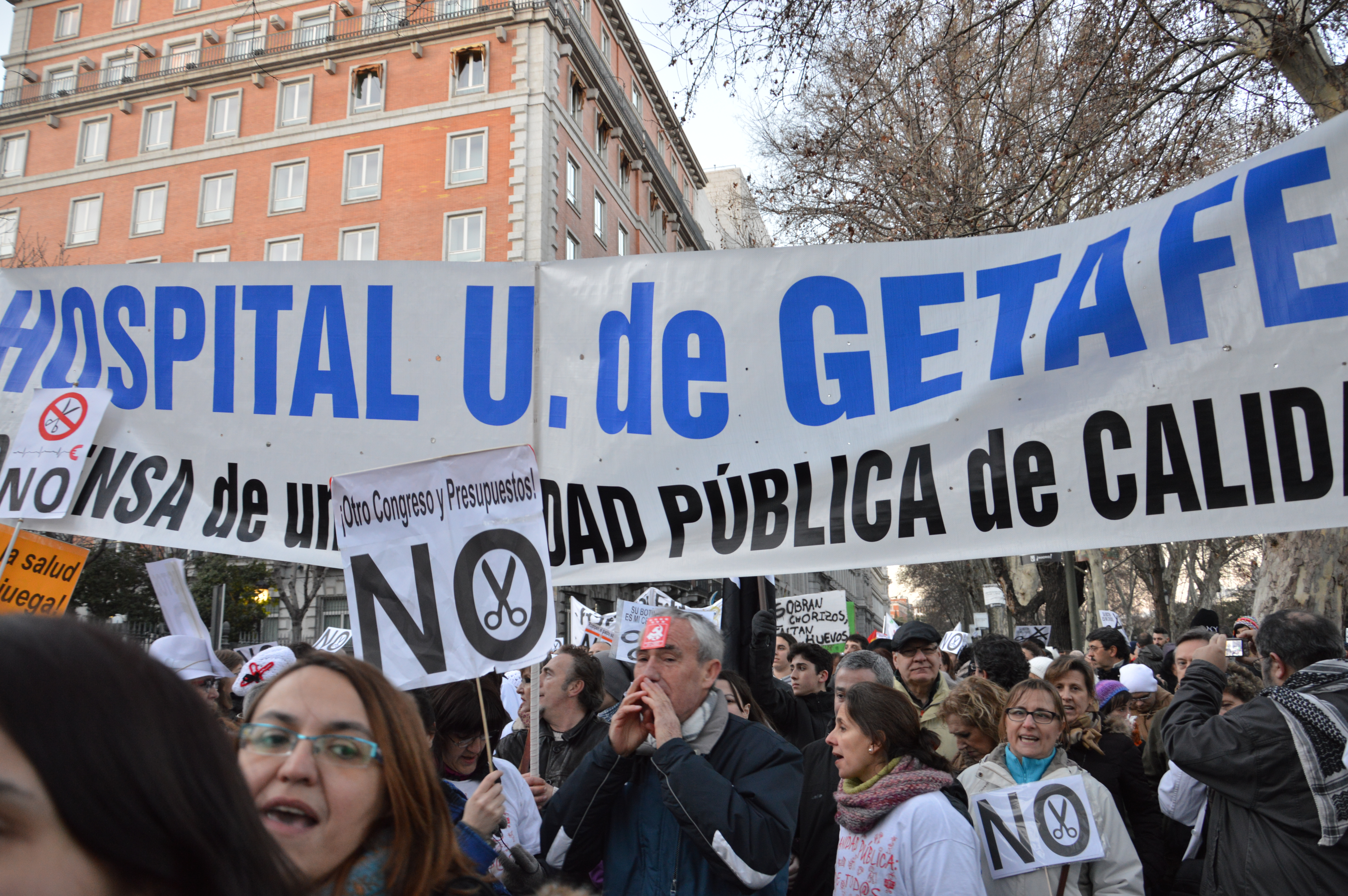
Protestas de usuarios y trabajadores del hospital en la Marea ciudadana del 23 de febrero de 2013

## Cómo llegar
El hospital está comunicado por una amplia red de autobuses tanto urbanos como interurbanos y uno de largo recorrido. También se puede llegar en Renfe y en Metro.

### Autobús
Líneas urbanas
| Línea | Recorrido                                            |
| ----- | ---------------------------------------------------- |
| 2     | Sector III - Arroyo Culebro                          |
| 3     | Circular de Getafe                                   |
| 4     | Polígono industrial Los Ángeles - Hospital - Perales |
| 6     | Hospital - San Isidro                                |

Líneas interurbanas
| Línea   | Recorrido                                                      |
| ------- | -------------------------------------------------------------- |
| 428     | Getafe - Valdemoro                                             |
| 444     | Madrid (Plaza Elíptica) – Getafe (Sector III - Islas Canarias) |
| 446     | Madrid (Plaza Elíptica) – Getafe (El Bercial)                  |
| 447     | Madrid (Legazpi) – Getafe (Hospital)                           |
| 448     | Madrid (Legazpi) – Getafe (por Villaverde)                     |
| 450     | Getafe – Leganés - Alcorcón                                    |
| 455     | Getafe - Pinto                                                 |
| 460     | Madrid (Plaza Elíptica) - Parla - Batres                       |
| 462     | Getafe - Parla                                                 |
| 463     | Madrid (Plaza Elíptica) – Torrejón de Velasco                  |
| 468     | Getafe – Griñón / Casarrubuelos / Serranillos                  |
| N806    | Madrid (Atocha) – Parla                                        |
| VAC-023 | Madrid - Toledo                                                |

### Tren
Getafe Centro para la línea C-4 de Cercanías Madrid y Getafe Central para la línea 12 del Metro de Madrid es la estación más cercana al hospital.